# Atletismo nos Jogos Olímpicos de Verão de 2012 - Arremesso de peso feminino
A competição do arremesso de peso feminino nos Jogos Olímpicos de Verão de 2012 aconteceu no dia 6 de agosto no Estádio Olímpico de Londres.
Originalmente a bielorrussa Nadzeya Ostapchuk havia ganhado a prova com a marca de 21,36 metros, mas foi desclassificada em 13 de agosto de 2012 após testar postivo no exame antidoping para a substância metenolona. A medalha de ouro foi repassada a neozlandesa Valerie Adams, campeã do arremesso de peso nos Jogos Olímpicos de 2008, a prata foi herdada pela russa Yevgeniya Kolodko e o bronze pela chinesa Gong Lijiao. Em 20 de agosto de 2016, Kolodko também foi desclassificada após ser pega na reanálise de seu teste antidoping por uso de turinabol e ipamorelin. Gong foi finalmente elevada a medalha de prata e a também chinesa Li Ling herdou o bronze.

## Calendário
Horário local (UTC+1).
| Data        | Horário | Fase         |
| ----------- | ------- | ------------ |
| 6 de agosto | 10:45   | Qualificação |
| 6 de agosto | 19:15   | Final        |

## Medalhistas
| Ouro   | NZL Valerie Adams |
| Prata  | CHN Gong Lijiao   |
| Bronze | CHN Li Ling       |

## Recordes
Antes desta competição, os recordes mundiais e olímpicos da prova eram os seguintes:
| Tipo | Atleta             | Marca   | Local  | Data                |
| ---- | ------------------ | ------- | ------ | ------------------- |
|      | Natalya Lisovskaya | 22,63 m | Moscou | 7 de junho de 1987  |
|      | Ilona Slupianek    | 22,41 m | Moscou | 24 de julho de 1980 |

## Qualificação
Classificam-se para a final as atletas com marca acima de 18,90 m (Q) ou as 12 melhores marcas (q).
| Pos. | Grupo | Nome                           | CON                   | #1    | #2    | #3    | Marca | Notas            |
| ---- | ----- | ------------------------------ | --------------------- | ----- | ----- | ----- | ----- | ---------------- |
| 1    | A     | Valerie Adams                  | NZL Nova Zelândia     | x     | 20.40 |       | 20.40 | Q                |
| 2    | B     | Yevgeniya Kolodko              | RUS Rússia            | 19.31 |       |       | 19.31 | Q                |
| 3    | A     | Li Ling                        | CHN China             | 18.86 | 19.23 |       | 19.23 | Q                |
| 4    | B     | Gong Lijiao                    | CHN China             | 19.11 |       |       | 19.11 | Q                |
| 5    | B     | Liu Xiangrong                  | CHN China             | 18.87 | 18.96 |       | 18.96 | Q                |
| 6    | B     | Irina Tarasova                 | RUS Rússia            | 18.55 | 18.59 | 18.76 | 18.76 | q                |
| 7    | A     | Michelle Carter                | USA Estados Unidos    | 18.27 | 18.63 | x     | 18.63 | q                |
| 8    | A     | Christina Schwanitz            | GER Alemanha          | 18.44 | 18.43 | 18.62 | 18.62 | q                |
| 9    | B     | Natallia Mikhnevich            | BLR Bielorrússia      | 18.60 | 18.12 | 18.30 | 18.60 | q                |
| 10   | B     | Geisa Arcanjo                  | BRA Brasil            | x     | 18.47 | 18.33 | 18.47 | q                |
| 11   | B     | Natalia Ducó                   | CHI Chile             | 18.45 | 18.23 | 18.17 | 18.45 | q                |
| 12   | A     | Cleopatra Borel-Brown          | TRI Trinidad e Tobago | 18.26 | 18.36 | 18.34 | 18.36 |                  |
| 13   | B     | Nadine Kleinert                | GER Alemanha          | x     | 18.06 | 18.36 | 18.36 |                  |
| 14   | A     | Chiara Rosa                    | ITA Itália            | 17.91 | 18.14 | 18.30 | 18.30 |                  |
| 15   | A     | Jillian Camarena-Williams      | USA Estados Unidos    | 18.22 | 17.99 | 17.51 | 18.22 |                  |
| 16   | B     | Úrsula Ruiz                    | ESP Espanha           | 17.99 | x     | x     | 17.99 | Recorde pessoal  |
| 17   | B     | Janina Karolchyk-Pravalinskaya | BLR Bielorrússia      | 17.68 | 17.87 | 17.69 | 17.87 |                  |
| 18   | A     | Josephine Terlecki             | GER Alemanha          | 17.78 | x     | 17.73 | 17.78 |                  |
| 19   | B     | Tia Brooks                     | USA Estados Unidos    | 17.21 | 17.72 | 17.29 | 17.72 |                  |
| 20   | B     | Misleydis González             | CUB Cuba              | 17.68 | 17.61 | 17.35 | 17.68 |                  |
| 21   | A     | Leila Rajabi                   | IRI Irã               | 17.17 | 17.55 | 17.42 | 17.55 |                  |
| 22   | A     | Julie Labonté                  | CAN Canadá            | 17.48 | 17.32 | x     | 17.48 |                  |
| 23   | A     | Anita Márton                   | HUN Hungria           | 16.29 | 17.04 | 17.48 | 17.48 |                  |
| 24   | A     | Anna Avdeyeva                  | RUS Rússia            | 17.47 | x     | x     | 17.47 |                  |
| 25   | B     | Lin Chia-ying                  | TPE Taipé Chinês      | 16.74 | 17.43 | x     | 17.43 | Recorde nacional |
| 26   | A     | Mailín Vargas                  | CUB Cuba              | 16.76 | 16.64 | x     | 16.76 |                  |
| 27   | A     | Sandra Lemos                   | COL Colômbia          | 16.50 | 16.07 | x     | 16.50 |                  |
| 28   | B     | Alexandra Fisher               | KAZ Cazaquistão       | 15.84 | 16.16 | x     | 16.16 |                  |
| 29   | B     | 'Ana Po'uhila                  | TGA Tonga             | 15.80 | 15.75 | 15.11 | 15.80 |                  |
| 30   | A     | Elena Smolyanova               | UZB Uzbequistão       | 14.35 | 14.43 |       | 14.43 |                  |
| —    | B     | Radoslava Mavrodieva           | BUL Bulgária          | x     | x     | x     | —     | NM               |
| —    | A     | Nadzeya Ostapchuk              | BLR Bielorrússia      | 20.76 |       |       | 20.76 | Q, DSQ           |

## Final
| Pos.              | Nome                | CON                | 1     | 2     | 3     | 4     | 5     | 6     | Marca | Notas                |
| ----------------- | ------------------- | ------------------ | ----- | ----- | ----- | ----- | ----- | ----- | ----- | -------------------- |
| Medalha de ouro   | Valerie Adams       | NZL Nova Zelândia  | 20.61 | X     | 20.70 | X     | X     | 20.24 | 20.70 |                      |
| Medalha de prata  | Gong Lijiao         | CHN China          | 20.13 | 19.67 | 19.91 | 19.76 | 20.22 | 20.00 | 20.22 | Recorde da temporada |
| Medalha de bronze | Li Ling             | CHN China          | 18.87 | 18.77 | 19.28 | X     | 19.63 | 19.58 | 19.63 |                      |
| 4                 | Michelle Carter     | USA Estados Unidos | 19.05 | 18.83 | 18.92 | 19.42 | 19.12 | 18.88 | 19.42 |                      |
| 5                 | Liu Xiangrong       | CHN China          | 19.18 | 18.88 | 18.74 | X     | 18.47 | 18.77 | 19.18 |                      |
| 6                 | Geisa Arcanjo       | BRA Brasil         | 18.27 | X     | 19.02 | X     | X     | 17.19 | 19.02 | Recorde pessoal      |
| 7                 | Irina Tarasova      | RUS Rússia         | 19.00 | 18.80 | X     | —     | —     | —     | 19.00 |                      |
| 8                 | Natalia Ducó        | CHI Chile          | 18.80 | 18.70 | 18.62 | —     | —     | —     | 18.80 | Recorde nacional     |
| 9                 | Christina Schwanitz | GER Alemanha       | 18.20 | 18.47 | X     | —     | —     | —     | 18.47 |                      |
| 10                | Natallia Mikhnevich | BLR Bielorrússia   | 18.42 | X     | 18.27 | —     | —     | —     | 18.42 |                      |
| —                 | Nadzeya Ostapchuk   | BLR Bielorrússia   | 20.01 | 21.31 | 21.36 | 21.15 | 21.32 | X     | 21.36 | DSQ                  |
| —                 | Yevgeniya Kolodko   | RUS Rússia         | 19.45 | 19.52 | X     | X     | X     | 20.48 | 20.48 | DSQ                  |

Legenda
| Recorde mundial      | Recorde mundial (World record)               |                       | Recorde africano                      | Recorde africano (African) |                                           | Q | Classificado por posição (Qualified) |
| Recorde olímpico     | Recorde olímpico (Olympic record)            | Recorde da América    | Recorde da América (Americas)         | q                          | Classificado por melhor tempo (Qualified) |   |                                      |
| Melhor marca do ano  | Melhor marca do ano (World leading)          | Recorde asiático      | Recorde asiático (Asian)              | DNS                        | Não largou (Did not start)                |   |                                      |
| Recorde nacional     | Recorde nacional (National record)           | Recorde europeu       | Recorde europeu (European)            | DNF                        | Não terminou (Did not finish)             |   |                                      |
| Recorde pessoal      | Recorde pessoal do atleta (Personal best)    | Recorde da Oceania    | Recorde da Oceania (Oceania)          | DSQ / DQ                   | Desclassificado (Disqualified)            |   |                                      |
| Recorde da temporada | Recorde da temporada do atleta (Season best) | Recorde sul-americano | Recorde sul-americano (South America) | NM                         | Sem marca (No mark)                       |   |                                      |